# Zvonimir Črnko
Zvonimir Črnko (Buševec kod Velike Gorice, 1. kolovoza 1936. – 25. siječnja 2008.) bio je hrvatski kazališni, filmski i televizijski glumac i radijski dramatičar (Dramski program Radio Zagreba).

## Filmografija
- Jedna od onih godina (1963.)
- Sumorna jesen (1963.) - Dren
- Makedonski dio pakla - Šišmanov (1971.)
- Akcija stadion (1977.) - Lujo Verdar
- Čovjek koga treba ubiti (1979.)
- Izgubljeni zavičaj - povratnik (1980.)
- Tamburaši (1982.) - Major Rolf Schumacher
- Kiklop i istoimena TV serija iz 1983.
- Crveni i crni (1985.)

## Vanjske poveznice
- http://www.imdb.com/name/nm0188286/